# قائمة الأشخاص المذكورين في القرآن
قائمة الأشخاص المذكورين بالاسم في القرآن.

## القائمة العامة
| الشخصية    | عدد ذكر   | آمنت الشخصية؟ | نبي  | رسول | رجل صالح | المكان    | ملاحظات |
| ---------- | --------- | ------------- | ---- | ---- | -------- | --------- | ------- |
| إدريس      | مرتان     | مثال          | مثال | مثال | مثال     | غير معروف | {       |
| إلياس      | مرتان     | مثال          | مثال | مثال | مثال     | غير معروف | °       |
| هود        | 25 مرة    | مثال          | مثال | مثال | مثال     | غير معروف | °       |
| اليسع      | مرتان     | مثال          | مثال | مثال | مثال     | غير معروف | °       |
| نوح        | 43 مرة    | مثال          | مثال | مثال | مثال     | غير معروف | °       |
| لوط        | 27 مرة    | مثال          | مثال | مثال | مثال     | سدوم      | °       |
| أيوب       | 4 مرات    | مثال          | مثال | مثال | مثال     | غير معروف | °       |
| يونس       | 4 مرات    | مثال          | مثال | مثال | مثال     | غير معروف | °       |
| شعيب       | 10 مرات   | مثال          | مثال | مثال | مثال     | غير معروف | °       |
| ذو الكفل   | مرتان     | مثال          | مثال | مثال | مثال     | غير معروف | °       |
| عزير       | مرة واحدة | مثال          | مثال | مثال | مثال     | غير معروف | °       |
| لقمان      | مرة واحدة | مثال          | مثال | مثال | مثال     | غير معروف | °       |
| ذو القرنين | 3 مرات    | مثال          | مثال | مثال | مثال     | غير معروف | °       |
| صالح       | 9 مرات    | مثال          | مثال | مثال | مثال     | غير معروف | °       |

### الشخصيات في عهد إبراهيم
- إبراهيم: 69 مرة
- آزر: مرة واحدة
- إسماعيل: 12 مرة
- إسحاق: 17 مرة

### الشخصيات في عهد موسى
- موسى: 136 مرة
- فرعون: 74 مرة
- هامان: 6 مرات
- هارون: 19 مرة
- قارون: 4 مرات
- السامري: 3 مرات

### الشخصيات في عهد داود
- داود: 16 مرة
- سليمان: 17 مرة
- طالوت: مرتان
- جالوت: 3 مرات

### الشخصيات في عهد يوسف
- يعقوب: 16 مرة
- يوسف: 27 مرة
- عزيز مصر: مرة واحدة

### الشخصيات في عهد عيسى
- عيسى: 25 مرة، وباسم المسيح: 11 مرة، وبلقب ابن مريم: 23 مرة
- مريم: 34 مرة
- عمران: 3 مرات
- يحيى: 5 مرات
- زكريا: 7 مرات
- هارون: مرة واحدة، في آية «يا أخت هارون، ما كان أبوك امرأ سوء، وما كانت أمّكِ بَغيّاً». قيل إنه أخو مريم بنت عمران أم عيسى، وقيل بل هو رجل صالح شُبّهت به مريم في الصلاح.[2][3]

### الشخصيات في عهد محمد
- محمد: 4 مرات، وباسم أحمد: مرة واحدة
- زيد: مرة واحدة
- أبو لهب: مرة واحدة

### الملائكة المذكورون بالاسم
- جبريل: مرتان
- ميكائيل: مرة واحدة
- مالك: مرة واحدة
- هاروت ( هاروت وماروت )
- ماروت ( هاروت وماروت )
- ملك الموت